# Ред Грін
Ред Грін (англ. Red Green, нар. 12 грудня 1899, Садбері — пом. 25 липня 1966) — канадський хокеїст, що грав на позиції крайнього нападника.
Володар Кубка Стенлі. 

## Ігрова кар'єра
Хокейну кар'єру розпочав 1917 року.
Протягом професійної клубної ігрової кар'єри, що тривала 14 років, захищав кольори команд «Гамільтон Тайгерс», «Нью-Йорк Амеріканс», «Бостон Брюїнс» та «Детройт Кугарс».
Загалом провів 196 матчів у НХЛ, включаючи 1 гру плей-оф Кубка Стенлі.

## Нагороди та досягнення
- Володар Кубка Стенлі в складі «Бостон Брюїнс» — 1929.

## Статистика
| Сезон         | Клуб                  | Ліга          | Регулярний сезон | Регулярний сезон | Регулярний сезон | Регулярний сезон | Регулярний сезон | Плей-оф | Плей-оф | Плей-оф | Плей-оф | Плей-оф |
| Сезон         | Клуб                  | Ліга          | І                | Г                | П                | О                | ШХ               | І       | Г       | П       | О       | ШХ      |
| ------------- | --------------------- | ------------- | ---------------- | ---------------- | ---------------- | ---------------- | ---------------- | ------- | ------- | ------- | ------- | ------- |
| 1917–18       | Торонто Де Ла Саль    | ОХА           | —                | —                | —                | —                | —                | —       | —       | —       | —       | —       |
| 1918–19       | «Паркдейл Каное Клуб» | ОХА           | —                | —                | —                | —                | —                | —       | —       | —       | —       | —       |
| 1919–20       | «Садбері Вулвс»       | ПОХА          | 5                | 15               | 4                | 19               | 2                | 2       | 13      | 3       | 16      | 2       |
| 1920–21       | Port Colborne Sailors | OHA           | —                | —                | —                | —                | —                | —       | —       | —       | —       | —       |
| 1921–22       | «Садбері Вулвс»       | ПОХА          | 9                | 22               | 9                | 31               | 8                | —       | —       | —       | —       | —       |
| 1922–23       | «Садбері Вулвс»       | ПОХА          | 7                | 6                | 5                | 11               | 16               | 2       | 1       | 2       | 3       | 4       |
| 1923–24       | «Гамільтон Тайгерс»   | НХЛ           | 23               | 11               | 2                | 13               | 31               | —       | —       | —       | —       | —       |
| 1924–25       | «Гамільтон Тайгерс»   | НХЛ           | 30               | 19               | 15               | 34               | 81               | —       | —       | —       | —       | —       |
| 1925–26       | «Нью-Йорк Амеріканс»  | НХЛ           | 35               | 13               | 4                | 17               | 42               | —       | —       | —       | —       | —       |
| 1926–27       | «Нью-Йорк Амеріканс»  | НХЛ           | 43               | 10               | 4                | 14               | 53               | —       | —       | —       | —       | —       |
| 1927–28       | «Нью-Йорк Амеріканс»  | НХЛ           | 40               | 6                | 1                | 7                | 67               | —       | —       | —       | —       | —       |
| 1928–29       | «Детройт Кугарс»      | НХЛ           | 2                | 0                | 0                | 0                | 0                | —       | —       | —       | —       | —       |
| 1928–29       | «Бостон Брюїнс»       | НХЛ           | 22               | 0                | 0                | 0                | 16               | 1       | 0       | 0       | 0       | 0       |
| 1928–29       | «Провіденс Редс»      | КАХЛ          | 7                | 2                | 1                | 3                | 4                | —       | —       | —       | —       | —       |
| 1929–30       | «Дулут Горнетс»       | AXA           | 48               | 14               | 3                | 17               | 81               | 3       | 0       | 0       | 0       | 10      |
| 1930–31       | «Дулут Горнетс»       | AXA           | 42               | 8                | 2                | 10               | 60               | 3       | 0       | 0       | 0       | 0       |
| 1931–32       | «Талса Ойлерс»        | AXA           | 2                | 0                | 0                | 0                | 2                | —       | —       | —       | —       | —       |
| Усього в ПОХА | Усього в ПОХА         | Усього в ПОХА | 21               | 43               | 18               | 61               | 26               | 4       | 14      | 5       | 19      | 6       |
| Усього в НХЛ  | Усього в НХЛ          | Усього в НХЛ  | 195              | 59               | 26               | 85               | 290              | 1       | 0       | 0       | 0       | 0       |